# فرانتس ورفل
فرانتس ویکتور وِرفِل (آلمانی: Franz Viktor Werfel; زاده ۱۰ سپتامبر ۱۸۹۰ – درگذشته ۲۶ اوت ۱۹۴۵) یک نویسنده، شاعر، پدیدآور، و نمایش‌نامه‌نویس اتریشی-آمریکایی بود.

## زندگی‌نامه

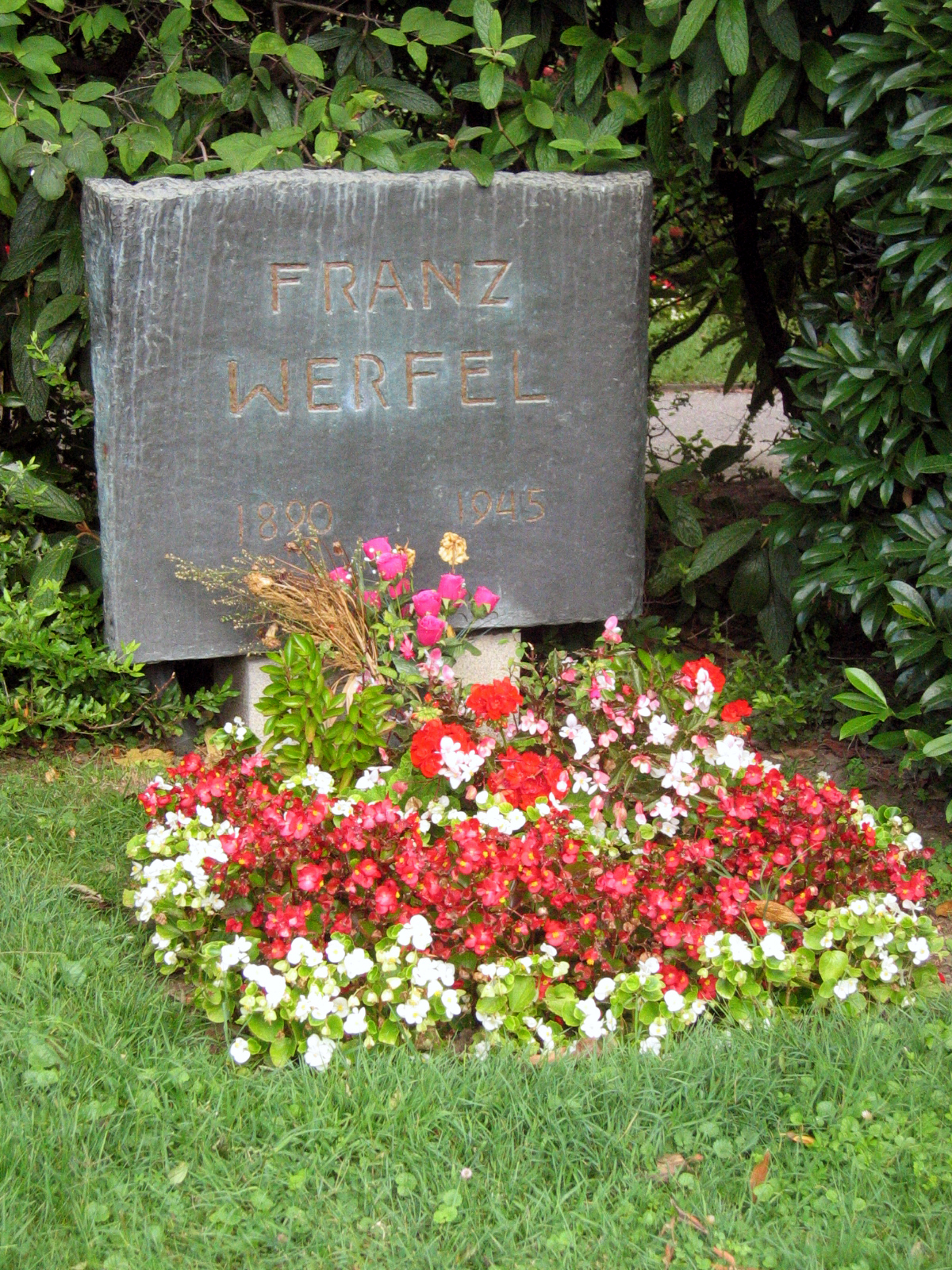

فرانتس ورفل یک از بزرگترین نویسندگان آلمانی زبان قرن بیستم است. وی بود در سال ۱۸۹۰ در پراگ در خانواده‌ای یهودی متولد گردید و در فاصله جنگ دو جهانی، وی و توماس مان و اشتفان تسوایگ کانون ادبی معروفی داشتند که از مهمترین مراکز ادبی آلمان بشمار می‌رفت و آثاری که مرود قبول این کانون قرار می‌گرفت در همه آلمان با استقبال مواجه می‌شد. در آغاز جنگ جهانی دوم، ورفل از راه فرانسه به آمریکا رفت و تا پایان جنگ در آمریکا ماند و در کالیفرنیا در سال ۱۹۴۵ درگذشت.
اثر معروف وی «آواز برنادت» است که فیلمی به همین نام تهیه و به نمایش گذاشته شده‌است. آثار این نویسنده در زبان آلمانی ارج و ارزش فراوانی دارد مخصوصاً آواز برنادت از مفاخر ادبی آلمان به‌شمار می‌رود که به اکثر زبان‌های دنیا ترجمه شده

## کتابشناسی
1. دوست جهان (۱۹۱۱ شعر)
2. ما هستیم (۱۹۱۳ شعر)
3. زنان تراوا (۱۹۱۴ نمایش‌نامه)
4. روز داوری (۱۹۱۹ شعر)
5. قربانی گناهکار است (۱۹۲۰ رمان)
6. انسان آینه‌ای «مرد آینه» (۱۹۲۰ نمایش‌نامه)
7. سرود بز (۱۹۲۱ نمایش‌نامه تژادی)
8. وردی، رمان اپرا (۱۹۲۴ رمان)
9. خوارز و ماکسیمیلیان «یوراز و ماکزیمیلیان» (۱۹۲۵ نمایش‌نامه)
10. پل در میان یهودیان (۱۹۲۶ نمایش‌نامه)
11. مرگ یک خرده بورژوا (۱۹۲۷ رمان)
12. مردی که بر مرگ غلبه کرد (۱۹۲۸ داستان کوتاه)
13. باربارا یا (۱۹۲۹ رمان)
14. سلطنت خداوند در بوهمیا (۱۹۳۰ نمایش‌نامه تژادی)
15. چهل روز از موساداغ (۱۹۳۳ رمان)
16. جاده ابدی (۱۹۳۶ نمایش‌نامه)
17. آسمان‌های از دست رفته و بازیافته (۱۹۳۹ رمان)
18. آواز برنادت (۱۹۴۱ رمان) «آهنگ برنادت»
19. جاکوبووسکی و کلنل (۱۹۴۴ نمایش‌نامه کمدی-تراژدی)
20. ستاره آنها که دنیا نیامده‌اند (۱۹۴۵/۴۶ رمان علمی تخیلی)
21. پاسکارلا
22. گذشته زنده شد
23. آدم ساکت و کم حرف (شعر)
24. تجدید دیدار طبقاتی
25. داستان‌هایی از دو جهان
26. یکدیگر